# Azilia eryngioides
Azilia eryngioides är en flockblommig växtart som först beskrevs av Carlos Pau, och fick sitt nu gällande namn av Ian Charleson Hedge och Jenifer M. Lamond. Den är enda arten i det monotypiska släktet Azilia. Arten är en perenn som är endemisk i västra Iran.